# Horabailu, Sorab
Horabailu là một làng thuộc tehsil Sorab, huyện Shimoga, bang Karnataka, Ấn Độ.